# Куботан
Куботан (на английски: Kubotan) е търговско наименование на древното оръжие за самозащита явара, популяризирано от Соке Такаюки Кубота, майстор каратист, в края на 1960 г.
Куботан представлява около 12 cm пръчка, която като се стисне в юмрука, стърчи по около 2 cm от двете страни на юмрука. Размерът е колкото на стандартна химикалка. Материалът обикновено е от твърда пластмаса. Тялото на куботан е облицовано с шест кръгли канала с винтово око или въртящо се и пръстеновидно прикачване на единия край за ключове.
Обикновено се ползват чифт, една в лявата и една в дясната ръка. Опасно източно бойно оръжие, поради малките си размери, и почти невъзможността да бъде забелязано в ръцете на опонента. Служи за нанасяне на серия смъртоносни удари, главно в предварително набелязани точки на тялото.
При нападение ударите са главно в шията, главата, лицето и гърдите. При самозащита обикновено се удря в мускулите на ръцете, краката, лицето.